# 모하메드 압둘라 하산

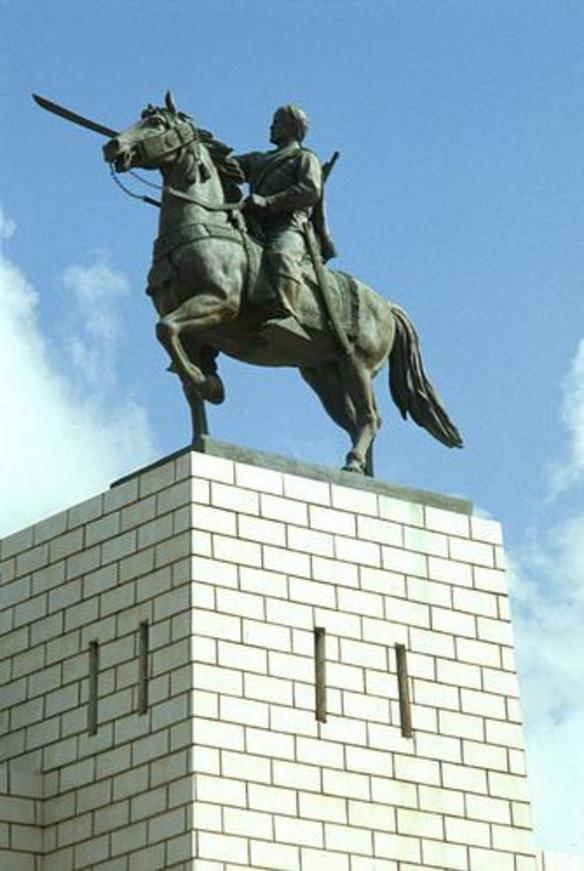

사예드 모하메드 압둘라 하산(Sayid Mohamed Abdullahi Hassan, 소말리어: Sayid Maxamed Cabdulle Xasan, 1856년 4월 7일 ~ 1920년 12월 21일)은 소말리아의 종교 및 정치 지도자이다. 매드 물라(Mad Mullah)라는 별명으로 알려져 있다. 하산은 소말리아의 다라위시 운동을 이끌면서 소말릴랜드에서 영국, 이탈리아, 에티오피아에 맞서 20년 동안 투쟁을 이끌었다. 하산의 투쟁은 실패하였으나, 오늘날 하산은 현대 소말리아 민족주의의 중요한 인물로 여겨진다.